# Liste der Stadtoberhäupter von Frankfurt am Main
Das Amt des Frankfurter Oberbürgermeisters existiert erst seit 1868. Zuvor gab es zwei jeweils ein Jahr lang amtierende Stadtoberhäupter, älterer und jüngerer Bürgermeister genannt. Der letzte, Viktor Fellner, tötete sich 1866, als die Freie Stadt Frankfurt von Preußen annektiert wurde.

## Entwicklung der Selbstverwaltung

### Anfänge: Der Vogt
Im Heiligen Römischen Reich Deutscher Nation war Frankfurt eine Freie Reichsstadt und somit einzig dem Kaiser unterstellt. Die Verwaltung lag anfangs, als die Bürgergemeinde dem Herrscher noch nicht als selbstständige Korporation gegenüber trat, ausschließlich in den Händen des Vogtes (advocatus). Diesem kam eine doppelte Aufgabe zu: Für die Stadtgemeinde war er Repräsentant und Schutzherr im Namen des Königs als dem Stadtherren gegenüber Dritten. Auch übte er die Blutgerichtsbarkeit aus. Zum anderen war er der erste unter den Dienstmannen an der Königspfalz Frankfurt.

### Übergang zur Bürgergemeinde
Zwischen 1180 und 1200 fand eine Neuordnung dieser Aufgaben statt: Nach dem Tod des Vogtes Konrad (um 1180) wurde das Amt zunächst nicht neu besetzt und die Aufgaben im Zusammenhang mit der Stadtgemeinde auf Wolfram I. von Praunheim übertragen, der den Titel „sculterus imperii“, Reichsschultheiß, führte. Die Reichsschultheißen hatten ihren Amtssitz im Saalhof. 1219 wurde letztmals ein Vogt genannt, Rutger, der aber offensichtlich nur noch repräsentative Aufgaben als erster der Dienstmannen an der Königspfalz wahrnahm. 1220 hob Kaiser Friedrich II. das Amt des Reichsvogtes in Frankfurt endgültig auf und übertrug Aufgaben und Einkünfte daraus dem damals amtierenden Reichsschultheißen Heinrich I. von Praunheim.
Die Schultheißen stammten in der Folgezeit meist aus den Reihen der Reichsdienstmannen in der Wetterau. Einige der Frankfurter Schultheiße waren auch Burggrafen von Friedberg, zeitweise auch gleichzeitig. Nur wenige Familien stellten die Schultheiße, und öfter folgte der Sohn dem Vater. Während anfangs Ritter mit persönlichem Treueverhältnis zum staufischen König das Schultheißenamt innehatten, geriet es später in die Hände kapitalkräftiger Anleger, da der König es verpfändete.
Das Amt des Reichsschultheißen wurde in einer Zeit eingerichtet, als die Bürgergemeinde dem Herrscher als selbständige, eigenverfasste Korporation gegenüber trat. Der Reichsschultheiß vertrat nun die Interessen des Königs gegenüber der Stadtgemeinde. Die Reichsschultheißen zogen für den König eine Reihe von Abgaben ein, so die Zolleinnahmen an den Frankfurter Stadttoren, den „kleinen Zoll“, eine Abgabe auf Ausschank und Einzelhandel, und die Verpachtung der Mühlen und Mühlengewässer. Außerdem oblag ihnen der Schutz der Messe Frankfurt ebenso, wie die Aufrechterhaltung von Sicherheit und Ordnung im Allgemeinen – auch in Bezug auf die Juden in der Stadt.

### Selbstverwaltung
Seit 1266 ist ein aus 42 Mitgliedern bestehender Rat bezeugt. Dessen erste Bank bestand aus 14 Schöffen, Vertretern der Patrizierfamilien, die sich nach dem Anciennitätsprinzip durch Kooptation ergänzten. Die 14 Mitglieder der zweiten Bank waren ebenfalls Patrizier der sogenannten Gemeinde, während die 14 Ratsherren der dritten Bank Handwerker der ratsfähigen Zünfte waren. Ab 1377 waren das die der Wollweber, Metzger, Kürschner, Bäcker, Schuhmacher, Lohgerber, Fischer, Schneider, Schiffer, Steindecker, Zimmerleute, Steinmetze, Bender, Gärtner und Schmiede.
Der Bürgergemeinde gelang es aufgrund ihrer ökonomischen Stärke, mehr und mehr Privilegien von König und Adel zu erwerben, die auf das Geld der Bürger angewiesen waren. Auf diese Weise brachten sie Regalien (das Recht des Königs auf Steuern und Zölle) und Rechte in ihren Besitz – letztendlich im Mai 1372 auch das Reichsschultheißenamt selbst, nachdem es zunächst an Ulrich III. von Hanau, dann ab 1363 an Siegfried zum Paradies verpfändet worden war. Damit „beaufsichtigte“ der Rat sich nun faktisch selbst. Der Reichsschultheiß war seitdem nur noch Vorsitzender des Frankfurter Reichsgerichtes als Vertreter des Königs und besaß ein Mitwirkungsrecht an der Ernennung der obersten Richter, spielte aber keine eigenständige Rolle mehr in der städtischen Politik.

## Stadtoberhäupter bis 1806

### Königliche Vögte
| Amtszeit | Amtszeit | Name   |
| -------- | -------- | ------ |
| 1180     |          | Konrad |
| 1219     |          | Rutger |

### Reichsschultheißen 1220 bis 1372
| Amtszeit | Amtszeit | Name                                                                                     |
| -------- | -------- | ---------------------------------------------------------------------------------------- |
| 1189     | 1196     | Wolfram I. von Praunheim                                                                 |
| 1207     | 1216     | Johannes von Praunheim                                                                   |
| 1216     | 1223     | Heinrich I. von Praunheim                                                                |
| 1225     | 1226     | Ripert von Sachsenhausen                                                                 |
| 1227     | 1228     | Eberwin von Kransberg                                                                    |
| 1230     | 1236     | Ludolf                                                                                   |
| 1239     | 1244     | Rupert von Karben                                                                        |
| 1242     |          | Eberhard (1. Amtszeit)                                                                   |
| 1243     |          | Eberwin von Gonterskirchen (1. Amtszeit)                                                 |
| 1244     |          | Eberhard (2. Amtszeit)                                                                   |
| 1245     |          | Eberwin von Gonterskirchen (2. Amtszeit)                                                 |
| 1248     | 1263     | Wolfram II. von Praunheim (1. Amtszeit)                                                  |
| 1263     | 1268     | Konrad von Sachsenhausen                                                                 |
| 1269     | 1273     | Wolfram II. von Praunheim (2. Amtszeit)                                                  |
| 1273     | 1280     | Heinrich III. von Praunheim (1279/80: Älterer Schultheiß)                                |
| 1279     | 1284     | Heinrich IV. von Praunheim (1279/80: Jüngerer Schultheiß, 1. Amtszeit)                   |
| 1284     | 1288     | Volrad von Seligenstadt, (1. Amtszeit)                                                   |
| 1288     |          | Heinrich IV. von Praunheim (2. Amtszeit)                                                 |
| 1288     | 1291     | Elias                                                                                    |
| 1292     |          | Heinrich IV. von Praunheim (3. Amtszeit)                                                 |
| 1292     | 1298     | Volrad von Seligenstadt, (2. Amtszeit)                                                   |
| 1298     |          | Eberwin von Kransberg                                                                    |
| 1298     | 1300     | Konrad von Erlenbach                                                                     |
| 1300     |          | Volrad von Seligenstadt, vermutlich Sohn des oben genannten Schultheißen gleichen Namens |
| 1300     | 1303     | Heinrich IV. von Praunheim                                                               |
| 1303     | 1305     | Gottfried Bayer von Boppard                                                              |
| 1315     | 1322     | Volrad von Seligenstadt                                                                  |
| 1312     |          | Wiegand von Büches                                                                       |
| 1322     | 1323     | Herman von Ofenbach gen. Knoblauch                                                       |
| 1323     | 1324     | Burkhard Binthamer                                                                       |
| 1325     | 1329     | Rulmann Weiß von Limburg                                                                 |
| 1330     | 1333     | Friedrich von Karben                                                                     |
| 1334     | 1341     | Rudolf von Sachsenhausen                                                                 |
| 1341     | 1346     | Friedrich von Hutten                                                                     |
| 1346     | 1348     | Walter (V.) von Cronberg                                                                 |
| 1349     | 1366     | Ulrich III. von Hanau                                                                    |
| 1366     | 1372     | Siegfried zum Paradies (1373, 1379, 1381 und 1385 auch Älterer Bürgermeister, s. u.).    |

Ulrich III. von Hanau, der das Amt 1349–1366 als Pfand besaß, übte die Funktion nicht persönlich aus, sondern ließ sich dabei in den genannten Jahren durch folgende Adelige vertreten:
- 1351:00000 Gottfried von Stockheim
- 1353:00000 Jakob von Rödelheim
- 1354–1355: Marquard von Rödelheim
- 1355:00000 Gottfried von Stockheim
- 1356–1361: Winter von Rohrbach
- 1362–1366: Heinrich im Saale

### Stadtschultheißen nach 1372
Zu Stadtschultheißen wurden nach Erlangung der Reichsunmittelbarkeit zunächst überwiegend auswärtige Adelige gewählt. Ab dem 16. Jahrhundert wurde das Amt ausschließlich an städtische Schöffen auf Lebenszeit vergeben. Sobald ein Amtsinhaber verstorben war, wählte der Rat der Stadt innerhalb von drei Tagen einen Nachfolger aus dem Kreis der 14 Schöffen der ersten Ratsbank. Jeder Ratsherr schrieb dazu drei Namen von Schöffen auf einen Zettel. Unter den drei am häufigsten genannten Schöffen wurde der neue Stadtschultheiß durch Kugelung gewählt. Der Stadtschultheiß führte den Vorsitz im Schöffengericht und in den Ratssitzungen.
| Amtszeit | Amtszeit | Name                                                 |
| -------- | -------- | ---------------------------------------------------- |
| 1376     | 1379     | Rudolf III. von Praunheim-Sachsenhausen              |
|          | 1389     | Winter von Wasen                                     |
| 1389     | 1408     | Rudolf III. von Praunheim-Sachsenhausen, 2. Amtszeit |
| 1445     | 1455     | Wenzel von Cleen                                     |
| 1614     | 1615     | Nicolaus Weitz                                       |
| 1616     | 1634     | Johann Martin Baur von Eysseneck                     |
| 1696     | 1716     | Johann Erasmus Seiffart von Klettenberg und Wildeck  |
| 1716     | 1721     | Johann Georg von Holzhausen                          |
| 1721     | 1741     | Johann Heinrich Werlin                               |
| 1741     | 1747     | Johann Christoph Ochs von Ochsenstein                |
| 1747     | 1771     | Johann Wolfgang Textor (Goethes Großvater)           |
| 1771     | 1777     | Johann Isaac Moors                                   |
| 1777     | 1788     | Johann Martin Ruppel                                 |
| 1788     | 1802     | Johann Friedrich Maximilian von Stalburg             |
| 1788     | 1806     | Wilhelm Carl Ludwig Moors                            |
| 1806     | 1806     | Friedrich Carl Schweitzer                            |
| 1806     | 1815     | Friedrich Maximilian von Günderrode                  |

### Ältere Bürgermeister der Freien Reichsstadt
1311 erreichte die Stadt eine wichtige Stufe auf dem Weg zur Selbstverwaltung mit der Einrichtung eines Bürgermeisteramtes. Seitdem wählten die 42 Ratsherren für jeweils ein Jahr zwei Ratsmitglieder durch das Verfahren der Kugelung zu Bürgermeistern. Die Wiederwahl war möglich, aber nicht im unmittelbar darauffolgenden Jahr. Manche angesehenen und einflussreichen Ratsmitglieder wurden bis zu sechsmal zum Bürgermeister gewählt, so etwa der ehemalige Stadtschultheiß Siegfried zum Paradies viermal in den Jahren 1373, 1379, 1381 und 1385.
Stadtoberhaupt war der Ältere Bürgermeister, sein Vertreter der Jüngere Bürgermeister. Der Titel hatte nichts mit dem Lebens- oder Dienstalter des Amtsinhabers zu tun, sondern bezog sich auf die traditionelle Geschäftsverteilung der Ressorts. Der Ältere Bürgermeister entstammte immer der Schöffenbank. Er führte den Vorsitz im Rat und vertrat die Stadt nach außen, so dass er zu Recht als eigentliches Stadtoberhaupt gilt.
| Amtszeit | Amtszeit | Name                                                |
| -------- | -------- | --------------------------------------------------- |
| 1599     | 1600     | Johann von Martorf                                  |
| 1600     | 1601     | Johann Ludwig von Glauburg                          |
| 1601     | 1602     | Johann Adolf Kellner                                |
| 1602     | 1603     | Johann Philipp Völcker                              |
| 1603     | 1604     | Hieronymus zum Jungen                               |
| 1604     | 1605     | Johann von Melem                                    |
| 1605     | 1606     | Daniel Braumann                                     |
| 1606     | 1607     | Philipp Rücker                                      |
| 1607     | 1608     | Jacob am Steg                                       |
| 1608     | 1609     | Johann Adolf Kellner                                |
| 1609     | 1610     | Hieronymus zum Jungen                               |
| 1610     | 1611     | Nicolaus Ulrich Faust von Aschaffenburg             |
| 1611     | 1612     | Christoph Ludwig Völcker                            |
| 1612     | 1613     | Jacob am Steg                                       |
| 1613     | 1614     | Dr. med. Johann Hartmann Beyer                      |
| 1614     | 1615     | Nicolaus Greiff                                     |
| 1615     | 1616     | Philipp Ludwig Fleischbein                          |
| 1616     | 1617     | Johann Adolf Kellner                                |
| 1617     | 1618     | Georg Sand (von Oppenheim)                          |
| 1618     | 1619     | Daniel von Stalburg                                 |
| 1619     | 1620     | Johann Hector zum Jungen                            |
| 1620     | 1621     | Johann Bebinger                                     |
| 1621     | 1622     | Achilles von Hynsperg                               |
| 1622     | 1623     | Hieronymus Steffan von Cronstetten                  |
| 1623     | 1624     | Johann Philipp Weiß von Limpurg                     |
| 1624     | 1625     | Johann Ulrich von Neuhaus                           |
| 1625     | 1626     | Johann Philipp Orth                                 |
| 1626     | 1627     | Achilles von Hynsperg                               |
| 1627     | 1628     | Hieronymus Steffan von Cronstetten                  |
| 1628     | 1629     | Jeremias Orth (von Heilbronn)                       |
| 1629     | 1630     | Johann Ludwig von Glauburg                          |
| 1630     | 1631     | Johann Philipp Weiß von Limpurg                     |
| 1631     | 1632     | Hector Wilhelm von Günderrode                       |
| 1632     | 1633     | Thomas Diller (Würzkrämer)                          |
| 1633     | 1634     | Johann Jacob Jeckel                                 |
| 1634     | 1635     | Johann Schwind (Würzkrämer)                         |
| 1635     | 1636     | Hieronymus von Stalburg                             |
| 1636     | 1637     | Johann Maximilian Kellner                           |
| 1637     | 1638     | Christoph Treudel                                   |
| 1638     | 1639     | Hector Wilhelm von Günderrode                       |
| 1639     | 1640     | Johann Heinrich zum Jungen                          |
| 1640     | 1641     | Johann Schwind (Würzkrämer)                         |
| 1641     | 1642     | Hieronymus von Stalburg                             |
| 1642     | 1643     | Caspar Philipp Fleischbein                          |
| 1643     | 1644     | Johann Maximilian zum Jungen                        |
| 1644     | 1645     | Oyer Christoph Völcker                              |
| 1645     | 1646     | Jacob Marquard von Glauburg                         |
| 1646     | 1647     | Hieronymus von Stalburg                             |
| 1647     | 1648     | Johann Christoph Bender von Bienenthal              |
| 1648     | 1649     | Johann Christoph Kellner                            |
| 1649     | 1650     | Erasmus Seiffart                                    |
| 1650     | 1651     | Vincenz Steinmeyer                                  |
| 1651     | 1652     | Philipp Christian Uffsteiner                        |
| 1652     | 1653     | Adolf Steffan von Cronstetten                       |
| 1653     | 1654     | Oyer Christoph Völcker                              |
| 1654     | 1655     | Johann Christoph Bender von Bienenthal              |
| 1655     | 1656     | Erasmus Seiffart                                    |
| 1656     | 1657     | Adolf Steffan von Cronstetten                       |
| 1657     | 1658     | Johann Christoph Bender von Bienenthal              |
| 1658     | 1659     | Vincenz Steinmeyer                                  |
| 1659     | 1660     | Erasmus Seiffart                                    |
| 1660     | 1661     | Johann Georg Grambs                                 |
| 1661     | 1662     | Johann Christoph Bender von Bienenthal              |
| 1662     | 1663     | Adolf Steffan von Cronstetten                       |
| 1663     | 1664     | Johann Hector von Holzhausen                        |
| 1664     | 1665     | Johann Conrad Cless (Diehlhändler)                  |
| 1665     | 1666     | Hieronymus Peter von Stetten                        |
| 1666     | 1667     | Daniel Weitz                                        |
| 1667     | 1668     | Philipp Christian Lersner                           |
| 1668     | 1669     | Anton Christian Mohr von Mohrenhelm                 |
| 1669     | 1670     | Johann Philipp Fleischbein                          |
| 1670     | 1671     | Johann Hieronymus Steffan von Cronstetten           |
| 1671     | 1672     | Heinrich Wilhelm Kellner                            |
| 1672     | 1673     | Johann Jacob Baur von Eysseneck                     |
| 1673     | 1674     | Johann Conrad Cless (Diehlhändler)                  |
| 1674     | 1675     | Daniel Weitz                                        |
| 1675     | 1676     | Philipp Christian Lersner                           |
| 1676     | 1677     | Anton Christian Mohr von Mohrenhelm                 |
| 1677     | 1678     | Heinrich Wilhelm Kellner                            |
| 1678     | 1679     | Johann Jacob Baur von Eysseneck                     |
| 1679     | 1680     | Philipp Wilhelm von Günderrode                      |
| 1680     | 1681     | Johann Daniel von Stalburg                          |
| 1681     | 1682     | Philipp Christian Lersner                           |
| 1682     | 1683     | Heinrich Wilhelm Kellner                            |
| 1683     | 1684     | Johann Jacob Baur von Eysseneck                     |
| 1683     | 1684     | Johann Daniel von Stalburg                          |
| 1684     | 1685     | Johann Daniel von Stalburg                          |
| 1684     | 1685     | Philipp Wilhelm von Günderrode                      |
| 1685     | 1686     | Johann Daniel von Stalburg                          |
| 1687     | 1688     | Philipp Ludwig Ort (Handelsmann)                    |
| 1688     | 1689     | Adolf Ernst Humbracht                               |
| 1689     | 1690     | Johann Thomas Eberhard gen. Schwind                 |
| 1690     | 1691     | Johann Friedericii                                  |
| 1691     | 1692     | Johann Erasmus Seiffart von Klettenberg (und Rhoda) |
| 1692     | 1693     | Heinrich Ludwig Lersner                             |
| 1693     | 1694     | Balthasar von Kayb                                  |
| 1694     | 1695     | Johann Jacob Müller                                 |
| 1695     | 1696     | Philipp Heinrich Schad                              |
| 1696     | 1697     | Johann Hector von Holzhausen                        |
| 1697     | 1698     | Johann Adolf von Glauburg                           |
| 1699     | 1700     | Philipp Nicolaus Lersner                            |
| 1700     | 1701     | Heinrich von Barckhausen                            |
| 1701     | 1702     | Johann Adolph Stephan von Cronstetten II            |
| 1702     | 1703     | Dominicus Heyden                                    |
| 1703     | 1704     | Nicolaus August Ruland                              |
| 1704     | 1705     | Johann Arnold Mohr von Mohrenhelm                   |
| 1705     | 1706     | Johann Adolph von Glauburg I                        |
| 1706     | 1707     | Heinrich von Barckhausen                            |
| 1707     | 1708     | Johann Adolph Stephan von Cronstetten II            |
| 1708     | 1709     | Dominicus Heyden                                    |
| 1709     | 1710     | Philipp Jacob Fleckhammer von Aystetten             |
| 1710     | 1711     | Johann Georg von Holzhausen                         |
| 1711     | 1712     | Johann Philipp Orth II                              |
| 1712     | 1713     | Johann Adolph von Glauburg I                        |
| 1713     | 1714     | Heinrich von Barckhausen                            |
| 1714     | 1715     | Johann Georg von Holzhausen                         |
| 1715     | 1716     | Johann Philipp Orth II                              |
| 1716     | 1717     | Johann Martin von den Birgden                       |
| 1717     | 1718     | Johann Heinrich Werlin                              |
| 1718     | 1719     | Johann Philipp von Kellner I                        |
| 1719     | 1720     | Konrad Hieronymus Eberhard gen. Schwind             |
| 1720     | 1721     | Ludwig Adolph von Syvertes                          |
| 1721     | 1722     | Johann Christoph von Stetten                        |
| 1722     | 1723     | Bartholomäus von Barckhausen                        |
| 1723     | 1724     | Georg Friedrich Faust von Aschaffenburg             |
| 1724     | 1725     | Johann Hieronymus von Glauburg                      |
| 1725     | 1726     | Johann Christoph Ochs von Ochsenstein               |
| 1726     |          | Johann Adolph von Glauburg II (amtierend)           |
| 1726     | 1727     | Konrad Hieronymus Eberhard gen. Schwind             |
| 1727     | 1728     | Achilles Augustus von Lersner                       |
| 1728     | 1728     | Johann Daniel Fleischbein von Kleeberg              |
| 1728     |          | Johann Adolph von Glauburg III (amtierend)          |
| 1728     | 1729     | Achilles Augustus von Lersner                       |
| 1729     | 1730     | Johann Christoph Ochs von Ochsenstein               |
| 1730     | 1731     | Achilles Augustus von Lersner                       |
| 1731     | 1732     | Johann Carl von Kaib                                |
| 1732     | 1733     | Johann Jacob von Bertram                            |
| 1733     | 1734     | Johann Hieronymus von Holzhausen                    |
| 1734     | 1735     | Johann Jacob von Bertram                            |
| 1735     | 1736     | Johann Philipp von Syvertes                         |
| 1736     | 1737     | Johann Carl von Kaib                                |
| 1737     | 1738     | Johann Philipp von Kellner II                       |
| 1738     | 1739     | Johann Wolfgang Textor                              |
| 1739     | 1740     | Johann Carl von Kaib                                |
| 1740     | 1741     | Johann Philipp von Syvertes                         |
| 1741     |          | Johann Christoph Ochs von Ochsenstein               |
| 1741     |          | Remigius Seiffart von Klettenberg (amtierend)       |
| 1741     | 1742     | Johann Wolfgang Textor                              |
| 1742     | 1743     | Johann Carl von Kaib                                |
| 1743     | 1744     | Johann Wolfgang Textor                              |
| 1744     | 1745     | Johann Georg Schweitzer Edler von Wiederhold        |
| 1745     | 1746     | Johann Carl von Fichard                             |
| 1746     | 1747     | Friedrich Maximilian von Günderrode                 |
| 1747     | 1748     | Friedrich Maximilian von Lersner                    |
| 1748     | 1749     | Johann Georg Schweitzer Edler von Wiederhold        |
| 1749     | 1750     | Friedrich Maximilian von Lersner                    |
| 1750     | 1751     | Johann Carl von Fichard                             |
| 1751     | 1752     | Friedrich Maximilian von Lersner                    |
| 1752     | 1753     | Johann Georg Schweitzer Edler von Wiederhold        |
| 1753     | 1754     | Johann Carl von Fichard                             |
| 1754     | 1755     | Remigius Seiffart von Klettenberg                   |
| 1755     | 1756     | Johann Carl von Fichard                             |
| 1756     | 1757     | Friedrich Wilhelm von Völcker                       |
| 1757     | 1758     | Erasmus Schlösser                                   |
| 1758     | 1759     | Philipp Jacob von Stallburg                         |
| 1759     | 1760     | Remigius Seiffart von Klettenberg                   |
| 1760     | 1761     | Johann Carl von Fichard                             |
| 1761     | 1762     | Johann Maximilian von Holzhausen                    |
| 1762     | 1763     | Johann Friedrich Armand von Uffenbach               |
| 1763     | 1764     | Johann Isaac Moors                                  |
| 1764     | 1765     | Erasmus Schlösser                                   |
| 1765     | 1766     | Hieronymus Maximilian von Glauburg                  |
| 1766     | 1767     | Johann Carl von Fichard                             |
| 1767     | 1768     | Friedrich Maximilian Baur von Eysseneck             |
| 1768     | 1769     | Johann Philipp von Heyden                           |
| 1769     | 1770     | Johann Isaac Moors                                  |
| 1770     | 1771     | Hieronymus Maximilian von Glauburg                  |
| 1771     | 1772     | Johann Daniel von Olenschlager                      |
| 1772     | 1773     | Johann Philipp von Heyden                           |
| 1773     | 1774     | Hieronymus Maximilian von Glauburg                  |
| 1774     | 1775     | Friedrich Adolph von Glauburg                       |
| 1775     | 1776     | Johann Philipp von Heyden                           |
| 1776     | 1777     | Hieronymus Maximilian von Glauburg                  |
| 1777     | 1778     | Johann Friedrich von Wiesenhütten                   |
| 1779     | 1780     | Friedrich Adolph von Glauburg                       |
| 1780     | 1781     | Johann Daniel Fleischbein von Kleeberg II           |
| 1781     | 1782     | Johann Friedrich von Wiesenhütten                   |
| 1782     | 1783     | Friedrich Adolph von Glauburg                       |
| 1783     | 1784     | Johann Christoph von Adlerflycht                    |
| 1784     | 1785     | Johann Friedrich von Wiesenhütten                   |
| 1785     | 1786     | Johann Christoph von Adlerflycht                    |
| 1786     | 1787     | Friedrich Adolph von Glauburg                       |
| 1787     | 1788     | Johann Friedrich Maximilian von Stallburg           |
| 1788     | 1789     | Friedrich Adolph von Glauburg                       |
| 1789     | 1790     | Friedrich Maximilian von Lersner II                 |
| 1790     | 1791     | Johann Christoph von Lauterbach                     |
| 1791     | 1792     | Adolph Carl von Humbracht                           |
| 1792     | 1793     | Johann Christoph von Lauterbach                     |
| 1793     | 1794     | Johann Nicolaus Olenschlager von Olenstein          |
| 1794     | 1795     | Adolph Carl von Humbracht                           |
| 1795     | 1796     | Johann Nicolaus Olenschlager von Olenstein          |
| 1796     | 1797     | Johann Christoph von Lauterbach                     |
| 1797     | 1798     | Adolph Carl von Humbracht                           |
| 1798     | 1799     | Friedrich Maximilian von Lersner II                 |
| 1799     | 1800     | Adolph Carl von Humbracht                           |
| 1800     | 1801     | Anton Ulrich von Holzhausen                         |
| 1801     | 1802     | Adolph Carl von Humbracht                           |
| 1802     | 1803     | Johann Nicolaus Olenschlager von Olenstein          |
| 1803     | 1804     | Johann Friedrich von Riese                          |
| 1804     | 1805     | Johann Nicolaus Olenschlager von Olenstein          |
| 1805     | 1806     | Friedrich August von Wiesenhütten                   |
| 1806     | 1806     | Anton Ulrich Carl von Holzhausen                    |

## Großherzogtum Frankfurt
Gemäß der Rheinbundakte vom 12. Juli 1806 fiel die Reichsstadt Frankfurt an den Fürstprimas des Rheinbundes, Karl Theodor von Dalberg, der es seinem Fürstentum Aschaffenburg zuschlug. Von 1810 bis 1813 bestand das Großherzogtum Frankfurt, dessen Oberhaupt der Großherzog war. Dalberg dankte am 28. Oktober 1813 zugunsten von Eugène de Beauharnais ab, doch zerfiel das Großherzogtum nach der Völkerschlacht bei Leipzig, ehe er sein Amt antreten konnte.
Die Verwaltung der Stadt lag in den Händen des von Dalberg ernannten Bürgermeisters, der auch den französischsprachigen Titel eines Maire führte. Das Territorium der ehemaligen Reichsstadt bildete das Departement Frankfurt des Großherzogtums. Präfekt des Departements war Freiherr Friedrich Maximilian von Günderrode.
Ende 1813, nach der provisorischen Wiederherstellung der Frankfurter Souveränität unter der Aufsicht des Vorsitzenden des Zentralverwaltungsrates für die Verwaltung aller durch die Truppen der Verbündeten besetzten Länder, des Freiherrn vom Stein, wurde das Amt des Älteren Bürgermeisters wiederhergestellt. Bis zum Inkrafttreten der Konstitutionsergänzungsakte 1816 versahen als Bürgermeister Adolph Carl von Humbracht und als Stadtschultheiß Friedrich Maximilian von Günderrode diese Ämter.
| Amtszeit | Amtszeit | Name                                                                                           | Titel                 |
| -------- | -------- | ---------------------------------------------------------------------------------------------- | --------------------- |
| 1807     | 1810     | Adolph Carl von Humbracht                                                                      | Erster Bürgermeister  |
| 1810     | 1813     | Senator Jakob Guiollett (zugleich: Präfekturrat für das großherzogliche Departement Frankfurt) | Maire                 |
| 1813     | 1816     | Adolph Carl von Humbracht                                                                      | Älterer Bürgermeister |

## Ältere Bürgermeister der Freien Stadt Frankfurt (1816–1866)
Die Freie Stadt Frankfurt war einer von vier Stadtstaaten im Deutschen Bund. Der Senat der Freien Stadt Frankfurt  wählte jährlich durch Kugelung einen Älteren Bürgermeister aus der Schöffenbank des Senates und einen Jüngeren Bürgermeister aus der Senatorenbank. Beide Bürgermeister wurden jeweils für nur ein Jahr gewählt, konnten aber im übernächsten Jahr erneut gewählt werden. Die Amtsperiode dauerte jeweils vom 1. Januar bis zum 31. Dezember. Die Rollenverteilung beider Ämter entsprach der alten reichsstädtischen Verfassung von vor 1806: Der Ältere Bürgermeister führte den Vorsitz im Senat und war Chef der auswärtigen Beziehungen sowie des Militärwesens. Er war somit das amtierende Staatsoberhaupt. Der Jüngere Bürgermeister hatte die Leitung der Polizei, des Zunftwesens und der Bürgerrechtsangelegenheiten und war Vertreter seines Kollegen.

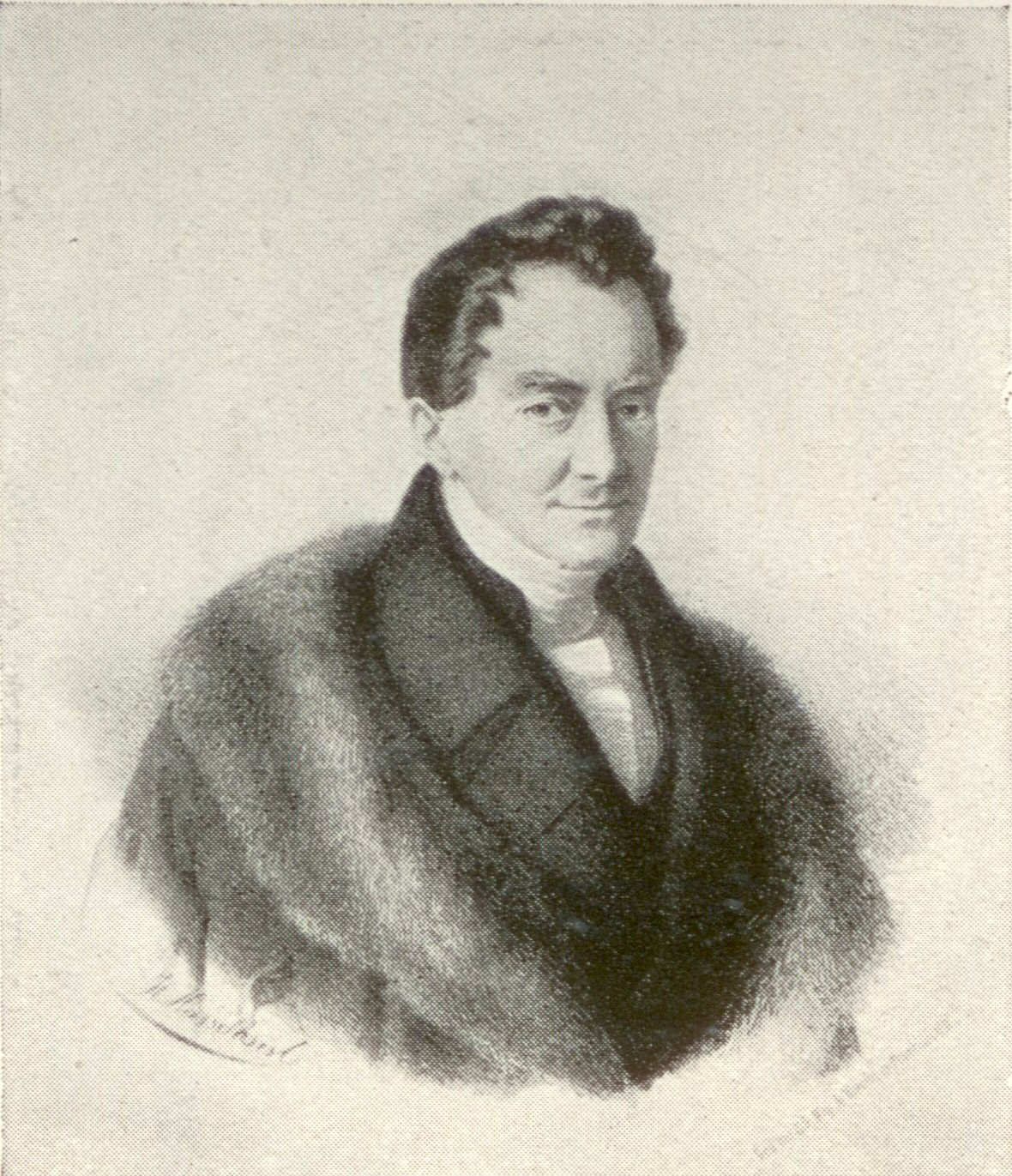
Georg Friedrich von Guaita (1772–1851)
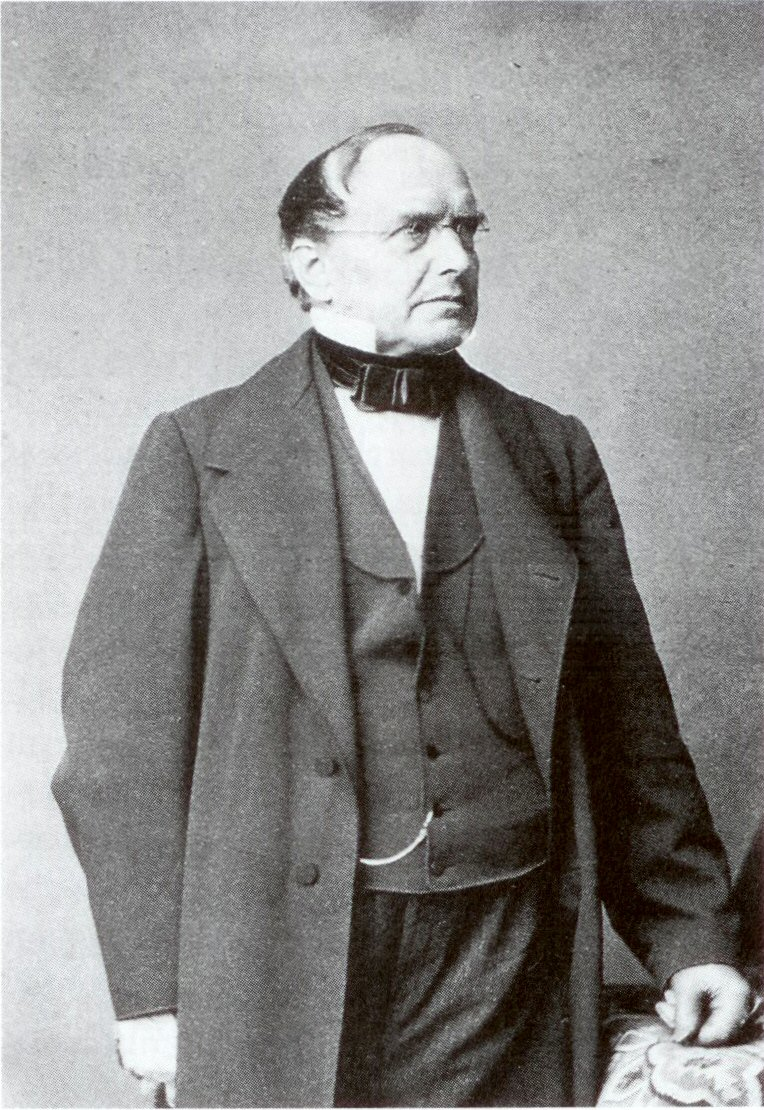
Samuel Gottlieb Müller (1802–1880)
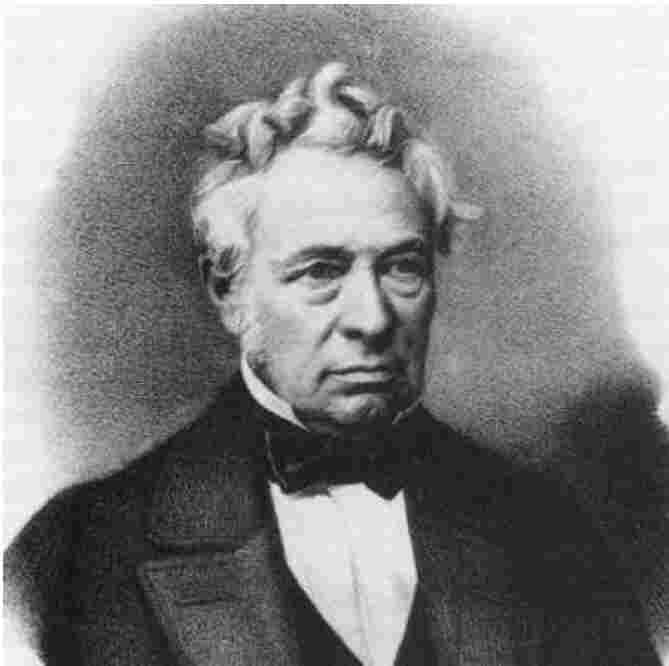
Philipp Friedrich Gwinner (1796–1868)
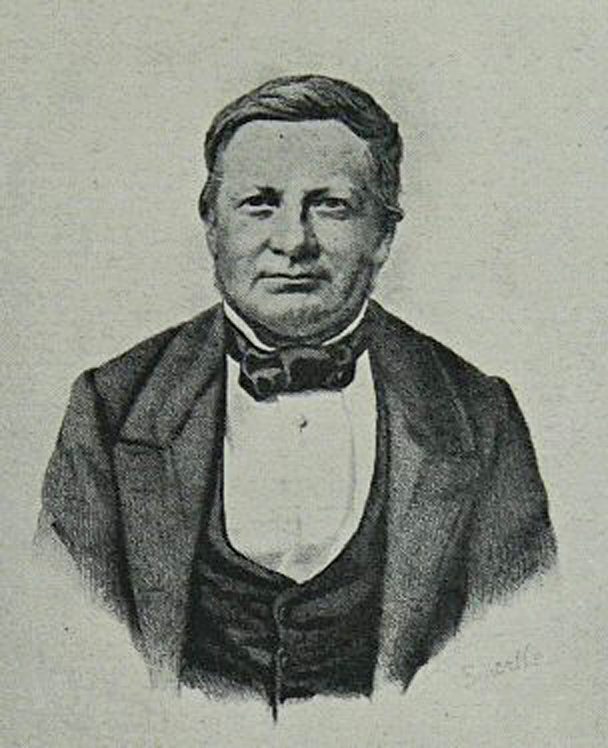
Karl Konstanz Viktor Fellner (1807–1866)

| Amtszeit     | Amtszeit      | Name                                                                                |
| ------------ | ------------- | ----------------------------------------------------------------------------------- |
| 3. Sep. 1816 | 31. Dez. 1817 | Johann Wilhelm Metzler (1755–1837)                                                  |
| 1. Jan. 1818 | 31. Dez. 1818 | Georg Steitz (1756–1819)                                                            |
| 1. Jan. 1819 | 31. Dez. 1819 | Johann Wilhelm Metzler (2. Mal)                                                     |
| 1. Jan. 1820 | 31. Dez. 1820 | Carl Wilhelm Freiherr von Günderrode (1765–1823)                                    |
| 1. Jan. 1821 | 31. Dez. 1821 | Johann Büchner (1756–1834)                                                          |
| 1. Jan. 1822 | 31. Dez. 1822 | Georg Friedrich von Guaita (1772–1851)                                              |
| 1. Jan. 1823 | 31. Dez. 1823 | Johann Wilhelm Metzler (3. Mal)                                                     |
| 1. Jan. 1824 | 31. Dez. 1824 | Georg Friedrich von Guaita (2. Mal)                                                 |
| 1. Jan. 1825 | 31. Dez. 1825 | Johann Friedrich von Meyer (1772–1849)                                              |
| 1. Jan. 1826 | 31. Dez. 1826 | Georg Friedrich von Guaita (3. Mal)                                                 |
| 1. Jan. 1827 | 31. Dez. 1827 | Friedrich Wilhelm Philipp Freiherr von Malapert gen. Neufville (1784–1852)          |
| 1. Jan. 1828 | 31. Dez. 1828 | Ferdinand Maximilian Starck (1778–1857)                                             |
| 1. Jan. 1829 | 31. Dez. 1829 | Johann Peter Hieronymus Hoch (1779–1831)                                            |
| 1. Jan. 1830 | 31. Dez. 1830 | Friedrich Wilhelm Philipp Freiherr von Malapert gen. Neufville (2. Mal)             |
| 1. Jan. 1831 | 31. Dez. 1831 | Georg Friedrich von Guaita (4. Mal)                                                 |
| 1. Jan. 1832 | 31. Dez. 1832 | Johann Gerhard Christian Thomas (1785–1838)                                         |
| 1. Jan. 1833 | 31. Dez. 1833 | Georg Friedrich von Guaita (5. Mal)                                                 |
| 1. Jan. 1834 | 31. Dez. 1834 | Ferdinand Maximilian Starck (2. Mal)                                                |
| 1. Jan. 1835 | 31. Dez. 1835 | Johann Gerhard Christian Thomas (2. Mal)                                            |
| 1. Jan. 1836 | 31. Dez. 1836 | Ferdinand Maximilian Starck (3. Mal)                                                |
| 1. Jan. 1837 | 31. Dez. 1837 | Georg Friedrich von Guaita (6. Mal)                                                 |
| 1. Jan. 1838 | 1. Nov. 1838  | Johann Gerhard Christian Thomas (3. Mal)                                            |
| 1838         | 31. Dez. 1838 | Georg Friedrich von Guaita (7. Mal)                                                 |
| 1. Jan. 1839 | 31. Dez. 1839 | Johann Friedrich von Meyer (2. Mal)                                                 |
| 1. Jan. 1840 | 31. Dez. 1840 | Gottfried Scharff (1782–1855)                                                       |
| 1. Jan. 1841 | 31. Dez. 1841 | Friedrich Carl Hector Wilhelm Freiherr von Günderrode, gen. von Kellner (1786–1862) |
| 1. Jan. 1842 | 31. Dez. 1842 | Gottfried Scharff (2. Mal)                                                          |
| 1. Jan. 1843 | 31. Dez. 1843 | Johann Friedrich von Meyer (3. Mal)                                                 |
| 1. Jan. 1844 | 31. Dez. 1844 | Gottfried Scharff (3. Mal)                                                          |
| 1. Jan. 1845 | 31. Dez. 1845 | Carl Heinrich Georg von Heyden (1793–1866)                                          |
| 1. Jan. 1846 | 31. Dez. 1846 | Gottfried Scharff (4. Mal)                                                          |
| 1. Jan. 1847 | 31. Dez. 1847 | Friedrich Carl Hector Wilhelm Freiherr von Günderrode (2. Mal)                      |
| 1. Jan. 1848 | 31. Dez. 1848 | Carl Heinrich Georg von Heyden (2. Mal)                                             |
| 1. Jan. 1849 | 31. Dez. 1849 | Samuel Gottlieb Müller (1802–1880)                                                  |
| 1. Jan. 1850 | 31. Dez. 1850 | Carl Heinrich Georg von Heyden (3. Mal)                                             |
| 1. Jan. 1851 | 31. Dez. 1851 | Friedrich Carl Hector Wilhelm Freiherr von Günderrode (3. Mal)                      |
| 1. Jan. 1852 | 31. Dez. 1852 | Johann Georg Neuburg (1795–1866)                                                    |
| 1. Jan. 1853 | 31. Dez. 1853 | Carl Heinrich Georg von Heyden (4. Mal)                                             |
| 1. Jan. 1854 | 31. Dez. 1854 | Johann Georg Neuburg (2. Mal)                                                       |
| 1. Jan. 1855 | 31. Dez. 1855 | Eduard Ludwig von Harnier (1800–1868)                                               |
| 1. Jan. 1856 | 31. Dez. 1856 | Johann Georg Neuburg (3. Mal)                                                       |
| 1. Jan. 1857 | 31. Dez. 1857 | Eduard Ludwig von Harnier (2. Mal)                                                  |
| 1. Jan. 1858 | 31. Dez. 1858 | Johann Georg Neuburg (4. Mal)                                                       |
| 1. Jan. 1859 | 31. Dez. 1859 | Eduard Ludwig von Harnier (3. Mal)                                                  |
| 1. Jan. 1860 | 31. Dez. 1860 | Samuel Gottlieb Müller (2. Mal)                                                     |
| 1. Jan. 1861 | 31. Dez. 1861 | Friedrich Carl Hector Wilhelm Freiherr von Günderrode (4. Mal)                      |
| 1. Jan. 1862 | 31. Dez. 1862 | Johann Georg Neuburg (5. Mal)                                                       |
| 1. Jan. 1863 | 31. Dez. 1863 | Samuel Gottlieb Müller (3. Mal)                                                     |
| 1. Jan. 1864 | 31. Dez. 1864 | Anton Heinrich Emil von Oven (1817–1903)                                            |
| 1. Jan. 1865 | 31. Dez. 1865 | Philipp Friedrich Gwinner (1796–1868)                                               |
| 1. Jan. 1866 | 18. Juli 1866 | Karl Konstanz Viktor Fellner (1807–1866)                                            |

Am 16. Juli 1866 wurde die Freie Stadt Frankfurt durch preußische Truppen unter dem Kommando von Ernst Eduard Vogel von Falckenstein (1797–1885) besetzt. Der bisherige Senat blieb als Bevollmächtigter der Militärregierung im Amt. Nach dem Selbstmord des Bürgermeisters Fellner übernahm Senator Samuel Gottlieb Müller die Amtsgeschäfte des Bürgermeisters bis zur Konstituierung des ersten Magistrats am 27. Februar 1868. Sein Vorgesetzter war Guido von Madai, der zunächst als preußischer Zivilkommissar amtierte und ab 1. Oktober 1867 als preußischer Polizeipräsident und Landrat des Stadtkreises Frankfurt.

## Oberbürgermeister seit 1868
Frankfurt war von 1867 bis 1946 kreisfreie Stadt in Preußen (Provinz Hessen-Nassau), seit 1946 im Land Hessen. Stadtoberhaupt ist der Oberbürgermeister, sein Vertreter heißt Bürgermeister.
| Amtszeit         | Amtszeit           | Name                                    | Partei          | Anmerkungen |
| ---------------- | ------------------ | --------------------------------------- | --------------- | --- |
| 27. Februar 1868 | 26. Februar 1880   | Daniel Heinrich Mumm von Schwarzenstein | –               | „Gastgeber“ des Frankfurter Friedens |
| 26. Februar 1880 | 26. Juni 1890      | Johannes Miquel                         | Nationalliberal | später preußischer Finanzminister |
| 11. Januar 1891  | 30. September 1912 | Franz Adickes                           | Liberal         | Mitbegründer der Johann Wolfgang Goethe-Universität |
| 1. Oktober 1912  | 2. Oktober 1924    | Georg Voigt                             | DDP             | |
| 2. Oktober 1924  | 12. März 1933      | Ludwig Landmann                         | DDP             | Mitbegründer der HaFraBa |
| 13. März 1933    | 28. März 1945      | Friedrich Krebs                         | NSDAP           | Zeit des Nationalsozialismus |
| 28. März 1945    | 4. Juli 1945       | Wilhelm Hollbach                        | –               | vom US-Militärgouverneur eingesetzt |
| 4. Juli 1945     | 31. Juli 1946      | Kurt Blaum                              | CDU             | vom US-Militärgouverneur eingesetzt |
| 1. August 1946   | 20. September 1956 | Walter Kolb                             | SPD             | |
| 4. April 1957    | 30. Juni 1964      | Werner Bockelmann                       | SPD             | |
| 27. August 1964  | 7. Mai 1970        | Willi Brundert                          | SPD             | Widerstandskämpfer |
| 9. Juli 1970     | 17. November 1971  | Walter Möller                           | SPD             | |
| 6. April 1972    | 15. Juni 1977      | Rudi Arndt                              | SPD             | bekannt als Dynamit-Rudi |
| 15. Juni 1977    | 6. Juni 1986       | Walter Wallmann                         | CDU             | später Bundesumweltminister |
| 14. August 1986  | 22. Mai 1989       | Wolfram Brück                           | CDU             | |
| 15. Juni 1989    | 11. März 1991      | Volker Hauff                            | SPD             | |
| 8. Mai 1991      | 19. April 1995     | Andreas von Schoeler                    | SPD             | |
| 5. Juli 1995     | 30. Juni 2012      | Petra Roth                              | CDU             | erstmals direkt gewählt |
| 1. Juli 2012     | 11. November 2022  | Peter Feldmann                          | SPD             | am 6. November 2022 per Bürgerentscheid abgewählt. Kommissarische Vertreterin bis zur Amtseinführung des Nachfolgers war Nargess Eskandari-Grünberg (Grüne) |
| 11. Mai 2023     |                    | Mike Josef                              | SPD             | am 26. März 2023 gewählt |